# Павук (фільм, 1991)
«Павук» — радянський еротичний фільм жахів 1991 року режисера Василя Масса, за однойменною повістю Володимира Кайякса.

## Сюжет
Сучасність. Священик замовляє художнику Альберту зображення Діви Марії. Для картини художник запрошує позувати Віту, юну дівчину, що стоїть на порозі дорослого життя. Майстерня художника з самого початку жахає її — пекельні картини художника, оживають перед Вітою, оголено чуттєвий, деформований світ полотен лякає її, і в той же час пробуджує її неусвідомлену сексуальність…. Після сеансів позування їй починають снитися дивні містичні сни, які відкривають вікно в потойбічний світ, повний зла і пороку, де страхітливий павук бажає оволодіти нею. Її життя перевертається, відтепер населене галюцинаціями, неусвідомлені сексуальні потяги викликають почуття страху і безпорадності. Морок поглинає і засмоктує. Психіатр рекомендує відправити дівчину в село, але павук переслідує Віту і там…

## У ролях
- Аурелія Анужите — Віта
- Любомирас Лауцявічюс — Альберт, художник
- Мірдза Мартінсоне — мати Віти
- Саулюс Баландіс — Юріс
- Ромуалдс Анцанс — Айварс
- Ольгертс Кродерс — Арстс, психіатр
- Альгірдас Паулавичюс — священник
- Мерле Тальвік — епізод
- Ромуалдс Анцанс — епізод
- Володимир Шакало — епізод
- Олексій Шкатов — епізод
- Живіле Байкштіте — епізод

## Знімальна група
- Режисери — Володимир Кайякс, Василь Масс
- Сценарист — Володимир Кайякс
- Оператор — Гвідо Скулте
- Композитор — Мартіньш Браунс
- Художники — Інара Антоне, Галина Масс, Нейлс Матісс